# Konklave September 1503

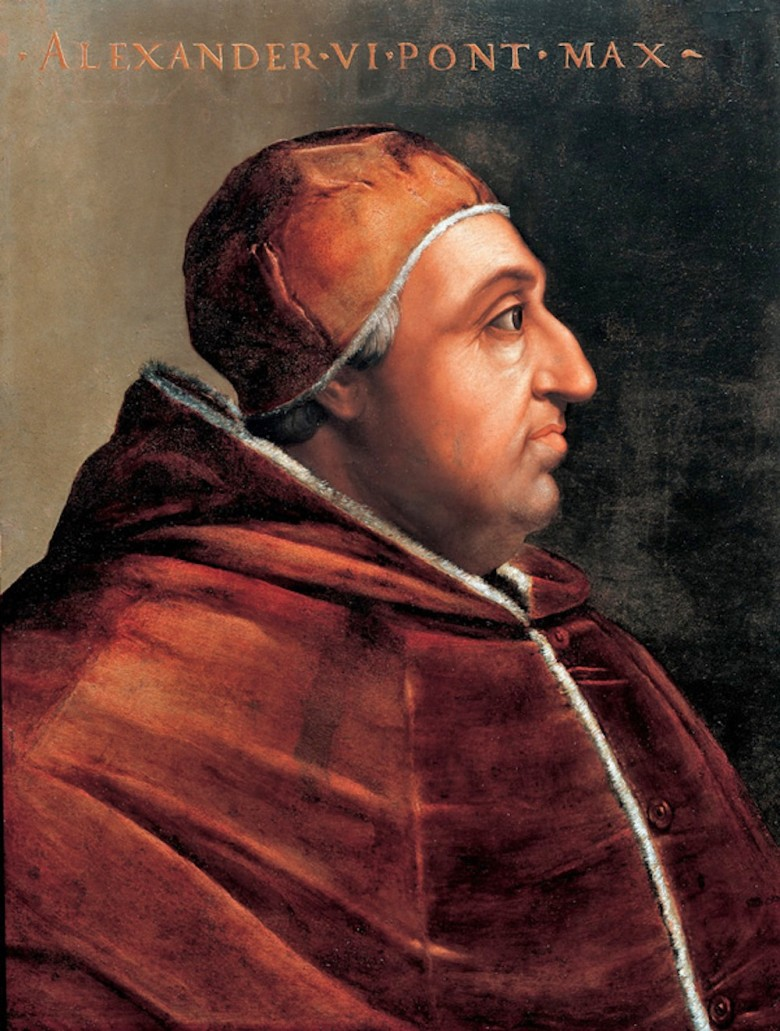
Papst Alexander VI., nach einem Gemälde von Cristofano dell’Altissimo (Uffizien, Florenz)

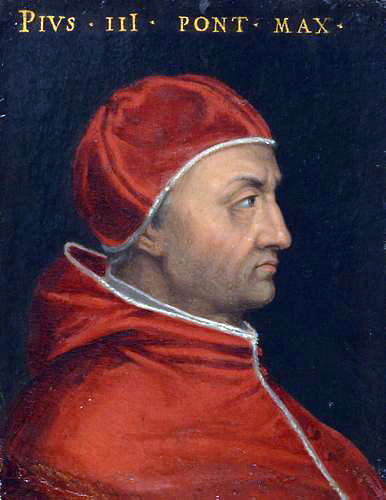
Papst Pius III.

Das Konklave vom September 1503 war die Wahlversammlung der Kardinäle nach dem Tod von Papst Alexander VI. († 18. August 1503) und dauerte vom 16. September 1503 bis zum 22. September 1503. Seine Wahl fiel auf Francesco Todeschini Piccolomini, der sich als Papst Pius III. nannte.

## Geschichte
Das Kardinalskollegium umfasste zu Konklavebeginn 45 Mitglieder. Acht Kardinäle hielten sich zur Zeit des Konklaves nicht in Rom auf, sodass das Konklave 37 Teilnehmer zählte.
Die Kardinäle des Konklaves waren von den folgenden fünf Päpsten kreiert worden:
- Pius II.: 1 Kardinal
- Paul II.: 1 Kardinal
- Sixtus IV.: 6 Kardinäle
- Innozenz VIII.: 4 Kardinäle
- Alexander VI.: 25 Kardinäle

## Teilnehmer
- Giuliano della Rovere, Kardinalbischof von Ostia und Velletri, Dekan des Kardinalskollegiums
- Jorge da Costa, Kardinalbischof von Porto und Santa Rufina, Subdekan des Kardinalskollegiums
- Girolamo Basso della Rovere, Kardinalbischof von Palestrina
- Oliviero Carafa, Kardinalbischof von Sabina, Administrator von Neapel
- Antonio Gentile Pallavicini, Kardinalbischof von Frascati
- Lorenzo Cibo de’ Mari, Kardinalbischof von Albano
- Francesco Todeschini-Piccolomini, Administrator von Siena, als Pius III. zum Papst gewählt
- Raffaele Sansoni Riario, Administrator von Viterbo und von Cuenca
- Giovanni Colonna
- Ascanio Maria Sforza, Administrator von Pavia, Cremona, Novara und Agrigent
- Giovanni de’ Medici
- Federico Sanseverino
- Giovanni Antonio Sangiorgio, Bischof von Parma
- Bernardino López de Carvajal, Bischof von Sigüenza, Administrator von Avellino und Frigento
- Giuliano Cesarini iuniore, Administrator von Ascoli Piceno
- Domenico Grimani, Patriarch von Aquileia
- Alessandro Farnese seniore, Administrator von Corneto und Montefiascone
- Luigi d’Aragona, Administrator von Aversa, Capaccio, Policastro und Lecce
- Juan de Castro, Bischof von Agrigent
- Georges d’Amboise, Erzbischof von Rouen
- Amanieu d’Albret, Administrator von Oloron, Condom und Comminges
- Pedro Luis de Borja Llançol de Romaní, O.S.Io.Hieros., Erzbischof von Valencia
- Jaime Serra i Cau, Erzbischof von Oristano
- Francisco de Borja, Erzbischof von Cosenza und Bischof von Teano
- Juan de Vera, Erzbischof von Salerno
- Ludovico Podocathor, Erzbischof von Benevent
- Antonio Trivulzio seniore, Bischof von Como
- Marco Cornaro
- Giovanni Stefano Ferrero, Erzbischof von Bologna
- Juan Castellar y de Borja, Erzbischof von Monreale
- Francisco de Remolins, Erzbischof von Sorrento
- Francesco Soderini, Bischof von Volterra
- Niccolò Fieschi, Bischof von Fréjus
- Francisco Desprats, Bischof von León
- Adriano Castellesi, Bischof von Hereford
- Jaime de Casanova
- Francisco Lloris y de Borja, Bischof von Elne, Administrator von Valence et Die, Erzbischof von Trani, Titularpatriarch von Konstantinopel

## Abwesende Kardinäle
- Luis Juan del Milà, Bischof von Lérida, im Ruhestand
- Raymund Pérault OSA, Bischof von Gurk
- Ippolito d’Este, Administrator von Eger, Capua, Ferrara und Mailand
- Guillaume Briçonnet, Bischof von Saint-Malo und Erzbischof von Reims
- Philipp von Luxemburg, Bischof von Le Mans und von Terouanne
- Tamás Bakócz, Erzbischof von Esztergom
- Pietro Isvalies, Erzbischof von Reggio Calabria
- Melchior von Meckau, Bischof von Brixen

## Verlauf
Als Alexander VI. starb, war Cesare Borgia, sein Sohn, Gouverneur von Rom und hatte damit in der Stadt die Herrschaft inne. Er konnte mit der Unterstützung durch 14 spanische Kardinäle rechnen. Cesare Borgia war schwer erkrankt und konnte seine Absicht, den Kirchenstaat zu usurpieren, nicht in die Tat umsetzen. Als das Konklave am 16. September 1503 begann, waren in Rom Mord, Plünderung und gewalttätige Auseinandersetzungen an der Tagesordnung, und auf die versammelten Kardinäle wurde Druck ausgeübt. Die 37 Kardinäle verteilten sich fast gleichmäßig auf drei Nationalparteien (Spanier, Franzosen und Italiener). Diese Ausgewogenheit verhinderte anfangs die Einigung auf einen Kandidaten. Erst der französische Kardinal Georges d’Amboise lenkte die Aufmerksamkeit der Gruppierungen auf einen Kandidaten. Am 22. September 1503 wurde Francesco Todeschini Piccolomini mit 35 Stimmen zum Papst gewählt.
Piccolomini stammte aus Sarteano bei Siena, er war ein Neffe von Papst Pius II. Bei seiner Wahl war er bereits 64 Jahre alt und schwer gichtkrank, er galt daher von vornherein als Übergangspapst. Im Gedenken an seinen Onkel nannte er sich Pius III. Seine Krönung am 8. Oktober 1503 beendete eine Sedisvakanz von 51 Tagen.